# Луцкое гетто
Луцкое гетто (пол. getto w Łucku, нем. Ghetto Luzk) — нацистское гетто, созданное в 1941 году отрядами СС в Луцке, Западная Украина, во время Второй мировой войны. Ранее город входил в состав Волынского воеводства (1921—1939) во Второй Польской Республике. 25 июня 1941 года был оккупирован немецкими войсками, а 2 февраля 1944 года освобождён Советской армией.

## Подготовка
В период между Первой и Второй мировой войной Луцк находился в восточной части довоенной Польши. По данным польской переписи 1931 года, евреи составляли 48,5 % разнообразного многокультурного населения Луцка — 35 550 человек. В Луцке проживала самая большая еврейская община в провинции. Согласно секретному пакту Молотова — Риббентропа, во время советского вторжения в Польшу в 1939 году, Луцк был завоёван и оккупирован Красной Армией. Регион был советизирован и пребывал в атмосфере террора. В июне 1940 года советская тайная полиция раскрыла Сионистскую организацию «Годрония» и заключила в тюрьму её лидеров. Польско-еврейские семьи, бежавшие в Луцк из Западной Польши, чтобы не попасть в руки нацистов, были окружены и депортированы в советские внутренние районы вместе с поездами, гружёнными обездоленными поляками-христианами. Около 10 000 человек были отправлены в Сибирь поездами для перевозки скота четырьмя волнами депортаций из Лакского уезда, в феврале, апреле и июне 1940 года.

## История гетто
Германский Вермахт вторгся на территорию Советского Союза 22 июня 1941 года в рамках операции «Барбаросса». Многие молодые евреи покинули Луцк вместе с отступающей Красной Армией, но очень немногие еврейские семьи последовали за ними.
Немцы вторглись в город 26 июня 1941 года. Согласно нацистской идеологии жидобольшевизма, евреи должны были нести ответственность за действия советских властей.
Украинская народная милиция устроила погром. Синагога и еврейские дома были подожжены. Волна массовых расстрелов нацистами началась неделей позже. Мобильный отряд убийц из Айнзацгруппы C, при поддержке пехотного взвода, уничтожил 1160 евреев 2 июля. 4 июля 1941 года в замке Любарта было расстреляно 3000 евреев, убитых тяжёлым пулемётным огнем. В целом, только зондеркомандой 4а из Айнзацгруппы C было убито около 2000 польских евреев (9,2 процента населения в 1931 году) в качестве возмездия за убийства НКВД заключённых украинцев, хотя польские евреи не имели никакого отношения к тем событиям.
Драконовские ограничения на евреев были введены в августе 1941 года. В октябре группа из 500 еврейских плотников и ремесленников (включая 50 швей) была переведена в новый лагерь принудительных работ, расположенный в здании еврейской школы. Гетто в Луцке было создано немецкими оккупационными властями в декабре 1941 года. Население гетто составляло около 20 000 человек. Новообразованный Юденрат, совет еврейских лидеров гетто, прилагал все усилия, чтобы накормить голодающих и контролировать эпидемии. Еврейская полиция гетто была также организована Юденратом.

## Еврейское восстание и ликвидация гетто

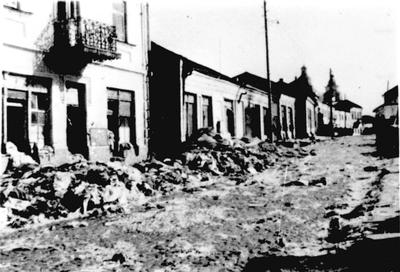
Улица гетто в Луцке после уничтожения евреев, 1942 год

Судьба евреев, помещённых в гетто по всей территории оккупированной Польши, была решена в Ванзее в начале 1942 года, когда было принято окончательное решение. Первая крупномасштабная акция в Луцком гетто состоялась 19 августа 1942 года. Полицейские батальоны нацистского ордена и Украинской вспомогательной полиции в течение четырех дней проводили задержания евреев, чтобы собрать около 17 000 человек на площади у аптеки. После общего сбора их вместе с женщинами и детьми погрузили в грузовые автомобили и отвезли в лес Горькая-Полонка, на окраине Луцка. Там они были расстреляны и сброшены в вырытые заранее окопы. Во время депортаций небольшое гетто в Гнидаве также было опустошено. В подвалах аптеки уцелело несколько семей, включая очевидца Шмуэля Шило (двенадцать лет), его мать, двух братьев и сестру Шмуэля. Сестра Нина, как и сам Шмуэль, осталась жива, её спасли поляки. А мать Двора и оба брата Береле (14 лет) и Микки (17 лет) в последующих акциях были убиты. Между тем трудовой лагерь оставался в рабочем состоянии ещё несколько месяцев. Главное гетто прекратило своё существование; оставшиеся в живых евреи были переселены в маленькое гетто в Гнидаве. 12 сентября они были окружены и отправлены маршем в Замок Любарта; оттуда их отправили на смерть в Полонку. Двенадцатилетний Шмулик Шило снова выжил, но на этот раз один единственный; он прятался под дощатым полом в замке в течение четырёх суток.
На заключительном этапе операции Рейнхарда по уничтожению 12 декабря 1942 года немецкая и украинская полиция вошли во двор трудового лагеря, расположенного в бывшей еврейской гимназии, чтобы провести ликвидацию последних, оставшихся в живых луцких евреев. Евреи забаррикадировались внутри, решив умереть в бою. У них не было оружия; но были топоры, кирки, ремесленные инструменты и бутылки с кислотой. Осада продолжалась весь день. Немцам даже пришлось использовать артиллерию и регулярные части для подавления сопротивления. Ближе к вечеру полицейские силы подожгли здание и с броневиков расстреляли из пулемётов всех бежавших заключённых. Участник этого восстания Шмуэль Шило, нашедший убежище у повстанцев, снова выжил. Один из организаторов восстания, его восемнадцатилетний брат Микки, зарыл Шмулика в гору торфа, которым отапливали помещения, и мальчика не смогли обнаружить. Он выпрыгнул из окна под покровом ночи. Восстание произошло в декабре 1942 года, за четыре месяца до восстания в Варшавском гетто в апреле 1943 года. Гетто в Луцке было полностью уничтожено во время Холокоста исключительно при помощи оружия (в отличие от других лагерей и гетто, жителей которых подвергли газовым атакам). В общей сложности в Полонке в упор было расстреляно более 25 600 человек — мужчин, женщин и детей. Нескольким участникам тех событий удалось спастись бегством.

## Конец Второй мировой войны
Красная Армия вошла в город 2 февраля 1944 года. Только около 150 евреев вышли из укрытия, включая семьи доктора Файвеля Гольдштейна, доктора Шнейберга и доктора Марека Рубинштейна, спасённых католическими семьями Струсиньских, и Островских, польских праведников из числа жителей Луцка и близлежащей фермы в Крошовце. Зигмунт Струсиньский получил медаль праведника посмертно, поскольку был убит за спасение евреев зимой 1943 года. Его жена Виктория, изгнанная из СССР вместе со всеми поляками в 1945 году, переписывалась с оставшимися в живых евреями на протяжении последующих десятилетий. Она не продала ничего из драгоценностей, которые евреи прятали, чтобы иметь возможность заплатить за еду, и вернула их с чувством гордости во время их встречи в 1963 году.
После Второй мировой войны, по настоянию Иосифа Сталина во время Тегеранской конференции, подтверждённой (как не подлежащей обсуждению) на Ялтинской конференции 1945 года, границы Польши были перечерчены, и Луцк — переименованный на Луцьк — был включён в состав Украинской ССР. Оставшееся польское население было изгнано и переселено обратно в новую Польшу до конца 1946 года. Еврейская община так и не была восстановлена. СССР официально прекратил своё существование 26 декабря 1991 года.